# NA-123
La NA-123 es una carretera de interés para la Comunidad Foral de Navarra que tiene una longitud de 8,6 km, y comunica la carretera riojana  LR-123  con la Carretera del Ebro o  NA-134 .

## Recorrido
La NA-123 inicia su recorrido en el enlace con la  NA-134 . Atraviesa la localidad de Lodosa y sirve de circunvalación para Sartaguda. Cruza el Ebro y enlaza con la Autopista Vasco-Aragonesa y llega hasta el límite con La Rioja. 

## Poblaciones y enlaces importantes
| Denominación | Kilómetro | Salida                          | Dirección                       | Carretera                       |
| ------------ | --------- | ------------------------------- | ------------------------------- | ------------------------------- |
| NA-123       | 0         |                                 | Viana Tudela                    | NA-134                          |
| NA-123       | 0         |                                 | Lodosa                          | NA-6221                         |
| NA-123       | 0         |                                 | Lodosa                          | NA-6221                         |
| NA-123       | 4         |                                 | Sartaguda                       | NA-6222                         |
| NA-123       | 5         |                                 | Sartaguda                       | NA-6222                         |
| NA-123       | 6         |                                 | Lodosa                          | NA-6220                         |
| NA-123       | 7         |                                 | Tudela Zaragoza                 | AP-68                           |
| NA-123       | 8         | Continúa en La Rioja por LR-123 | Continúa en La Rioja por LR-123 | Continúa en La Rioja por LR-123 |